# Josef Stierli
Josef Stierli SJ (* 24. April 1913 in Rapperswil; † 14. Juni 1999 Bad Schönbrunn in der Gemeinde Menzingen) war ein Schweizer Jesuit.

## Leben
Josef Stierli war der Sohn von Josef Bernhard Stierli und dessen Ehefrau Karolina, geb. Gauch.
Er besuchte das Gymnasium im Kloster Einsiedeln, das er 1933 mit seiner Matura abschloss und trat im November 1934 in den Jesuitenorden ein; sein zweijähriges Noviziat absolvierte er in Tisis bei Feldkirch.
Von 1936 bis 1938 studierte er Philosophie und Journalistik an der ordenseigenen Hochschule Berchmanskolleg in Pullach im Isartal und veröffentlichte in dieser Zeit im Auftrag des Schweizerischen Katholischen Jungmannschaftsverbandes, denen die Aloisiusverehrung ein Anliegen war, eine Schrift zu Aloisius Gonzaga.
Von 1939 bis 1943 studierte Josef Stierli Theologie an der Philosophisch-Theologischen Hochschule Sankt Georgen in Frankfurt am Main, in dieser Zeit war er auch Schüler von Hugo Rahner an der kriegsbedingt nach Sitten exilierten Theologischen Fakultät der Universität Innsbruck.
1941 erhielt er seine Priesterweihe und war von 1944 bis 1946 Mitarbeiter der Studentenseelsorge in Basel und von 1946 bis 1955 Novizenmeister der Schweizer Jesuiten-Provinz in Rue. Wegen den mit dem Krieg verbundenen Auslandsbeschränkungen sahen sich die Schweizer Jesuiten gezwungen, ein eigenes Noviziat zu führen und so musste Josef Stierli im freiburgischen Rue das Noviziat aufbauen. Während seines dortigen fast zehnjährigen Wirkens konnte er sich eingehend mit den Ordensquellen auseinandersetzen. So befindet sich im Archiv der Schweizer Jesuiten eine Kopie seiner Schrift Biographische Bilder von Schweizer Jesuiten, die 60 Kleinbiographien enthält.

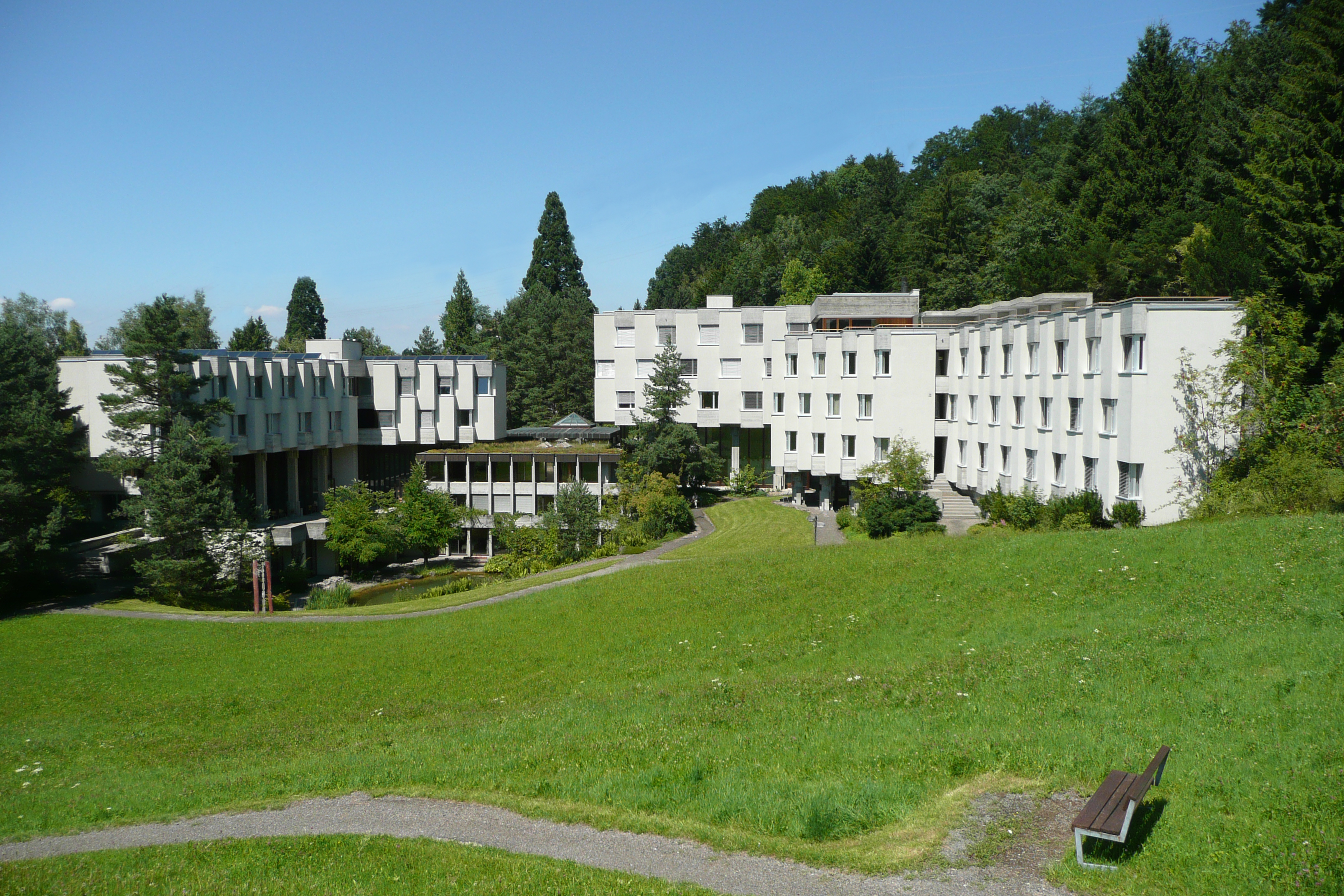
Lassalle-Haus, Bad Schönbrunn

In der Zeit von 1956 bis 1962 war er Provinzial der Schweizerischen Jesuiten-Provinz und kam 1963 nach Bad Schönbrunn, um dort bis 1977 als Direktor des Bildungshauses und dazu als Exerzitienleiter und Schriftsteller tätig zu sein; in dieser Zeit plante er den 1970 eröffneten Neubau des Bildungshauses, dem 1993 der Name Lassalle-Haus gegeben wurde.
Er verfasste unter anderem in mehrere Sprachen übersetzte Werke zur Herz-Jesu-Verehrung, zur Geschichte des Jesuitenordens und galt als Fachmann für ignatianische Spiritualität. Er bearbeitete das von seinem französischen Mitbruder André Ravier (1905–1999) geschriebene Werk Ignatius von Loyola gründet die Gesellschaft Jesu (1982), weil diese Schrift den inspirierenden Geist des Ordensgründers ins rechte Licht rückte. Er war 1994 auch an der Erarbeitung des Werkes Oekumenischen Kirchengeschichte der Schweiz beteiligt und schuf zahlreiche Einträge im Historischen Lexikon der Schweiz.
Nach seinem Tod wurde er auf dem Ordensfriedhof in Schönbrunn beigesetzt.

## Schriften (Auswahl)
- Aloisius Gonzaga, das Bild eines jungen Menschen. Freiburg, Herder-Verlag 1937.
- Pier Giorgio Frassati: ein Leben aus dem Glauben. Freiburg Kanisiuswerk, 1938.
- Die Jesuiten. 1955. Freiburg/Schweiz, Paulusverlag, 1955.
- Cor Salvatoris. Wege zur Herz-Jesu-Verehrung. Freiburg: Herder, 1956.
- Friedrich Wulf; Hugo Rahner; Josef Stierli; Karl Rahner: Ignatius von Loyola, seine geistliche Gestalt und sein Vermächtnis, 1556–1956: dem Stifter der Gesellschaft Jesu zum vierhundertjährigen Gedenken seines Todes. Würzburg Echter 1956.
- François Dufay; Josef Stierli: Gesetz und Taktik des kommunistischen Kirchenkampfes. China als Modell. Frankfurt am Main, J. Knecht 1956.
- Sie gaben Zeugnis: Lebensbilder christlicher Propheten. Einsiedeln: Benzinger, 1956.
- Die Marienverehrung in der Kongregation. Augsburg Augsburger Druck- und Verlagshaus 1960.
- Finden die Orden den Mut zur Reform? Freiburg: Pastoralkommission der Vereinigung der Höheren Ordensobern der Schweiz, 1975.
- Ignatius v. Loyola, "Gott suchen in allen Dingen". 1981.
- André Ravier; Josef Stierli: Ignatius von Loyola gründet die Gesellschaft Jesu. Würzburg: Echter, 1982.
- George E. Ganss; Josef Stierli; Felix Löwenstein: Die Berufung des Bruders in der Gesellschaft Jesu im Licht päpstlicher und jesuitischer Dokumente. 1983.
- Dokumente zur Gründung der Gesellschaft Jesu; 1539–1541. Frankfurt/M., 1983.
- Erste Striche zur lgnatiusbiographie. Zwei Dokumente. Der Brief des P. Diego Lainez an P. Alonso de Polanco vom 16. Juni 1547; Biographische Zeugnisse aus den Konferenzen des Generals Diego Lainez von 1559 (= Im Auftrag der Provinzialskonferenz der Deutschen Assistenz der Jesuiten [Hrsg.]: geistlche texte. Band 7). Eigenverlag, München 1983 (55 S.).
- Hugo Rahner; Josef Stierli: Nicolás Bobadilla, der Freischärler im Ignatiuskreis: Dokumente zu seinem Leben und Wirken. Frankfurt/M. 1986.
- P. Nadal: Der geistliche Weg. Veröffentlicht in der Reihe Christliche Meister. 1991.
- Aus meinem Leben und Arbeiten. 1997.